# 坦尼斯·桑德格倫
坦尼斯·桑德格倫（Tennys Sandgren，1991年7月22日—）是一位美國職業網球男運動員。2019年1月，桑德格伦在奥克兰公开赛上赢得了自己首个ATP巡回赛分站賽冠军。

## 外部連結
- 坦尼斯·桑德格倫（英文/西班牙文）的官方資料
- 坦尼斯·桑德格倫的國際網球總會 職業／青少年 官方資料（英文）